# No. 41 Commando
41-й загін британських командос (англ. No. 41 Commando) — підрозділ спеціального призначення британських командос, що структурно входив до складу Королівської морської піхоти Великої Британії за часів Другої світової війни. Загін сформований 10 жовтня 1942 року, брав участь у проведенні спеціальних операцій у Норвегії та Франції. Після війни брав активну участь у Корейській війні.

## Історія

### Друга світова війна
У травні бригада спеціальної служби, що мала у своєму складі загони No. 2, No. 3, No. 40 та No. 41, була передислокована до Північної Африки, де приступила до підготовки до вторгнення на Сицилію. Серед цього угруповання командос, два загони морської піхоти, No. 40 та No. 41, вперше брали участь у бойових діях, і сміливо билися, як авангард сил вторгнення при висадці на узбережжя італійського острову. У листопаді 1943 року 2-га бригада спеціальної служби, що проявила себе на Італійському фронті, була посилена групами бельгійських та польських спецназівців зі складу No. 10 Commando.
Одним із завдань при висадці союзників у континентальній Італії стало захоплення німецького спостережного посту на підходах до Ла-Моліна, звідкіля контролювалися усі підходи до плацдарму союзників в Салерно. 2-й загін у взаємодії з командос морської піхоти No. 41 виконали завдання, захопивши об'єкт та узявши в полон 42 німецьких солдатів.
11 вересня командос увійшли у взаємодію з американськими армійськими рейнджерами, що висадилися поруч. 13 вересня британці вели важкий бій за селище Драгоне з німецькими десантниками та панцергренадерами, в результаті якого загін втрати 28 осіб загиблими та 51 дістали поранень. Надалі, до 18 вересня, вони виконували бойові завдання щодо прикриття периметру плацдарму. 2-й та 41-й загони зазнали величезних втрат у ході битви за Салерно: 367 воїнів було вбито, поранено чи зникло безвісти, з 738, що висадилися на італійський берег. В цих боях загинув капітан Генрі Веллслі.
Під час боїв на югославській території протягом шести місяців, з березня до вересня 1944 року, британські командос проводили рейди по німецьких гарнізонах, атакуючи кораблів, здійснюючи напади та нальоти на важливі об'єкти на окупованій нацистами адріатичних островах. 24 вересня 1944 року британці прислали підкріплення, загін No. 41 морської піхоти. Тільки 9 жовтня об'єднаними зусиллями з албанськими партизанами, союзникам вдалося здобути Саранду. Німці, що дислокувалися на острові Корфу, опинилися відрізаними від своїх головних сил і в листопаді 1944 року капітулювали.
6 червня 1944 року з початком масштабного вторгнення союзних військ до континентальної Європи, 1-ша бригада спеціальної служби висадилася на плацдармі «Сорд». No. 41 Commando (4-та бригада спеціальної служби) висаджувався з 29 000 морського десанту на правому фланзі цього ж плацдарму. No. 48 Commando входив до складу оперативної групи з 21 400 людей, що здійснювала висадку з моря на плацдарм «Джуно», між Сент-Обен-сюр-Мер і Курсель-сюр-Мер. Два інші підрозділи 4-ї бригади спеціальної служби також висаджувалися разом з десантом на нормандський берег. Загін No. 46 також штурмував цей плацдарм, але цьому підрозділу дісталося надскладне завдання — прорватися крізь прибережні скелі на лівому березі річки Орн та знищити німецьку берегову батарею. Водночас, No. 47 діяв у складі сил на західному фланзі плацдарму «Голд» і брав участь у штурмі Пор-ан-Бессен-Юппен
У листопаді з початком битви на Шельді британські командос 4-ї бригади спеціальної служби та No. 41 Commando брали участь у висадці морського десанту на голландському острові Валхерен. Штурм німецьких позицій здійснювався одночасно з двох напрямків: командос висаджувалися з моря, водночас 2-га канадська та 52-га британська піхотні дивізії атакували із суходолу по насипах та дамбах. No. 4 Commando висадився на плацдармі біля Вліссінгена, а No. 41 та 48 поблизу Весткапелле. У другому ешелоні сил морського десанту йшов 47-й загін командос. Протягом тижня на острові тривали затяті бої з німецькими військами, але нарешті британсько-канадські війська опанували Валхерен, захопивши у полон близько 2 900 військовополонених солдатів Вермахту.

### Корейська війна
Під час Корейської війни 41-й загін був переформований у 41-й (окремий) загін командос на прохання командування ООН про збільшення кількості амфібійних сил. 16 серпня 1950 року 219 добровольців Королівської морської піхоти були зібрані в Біклі, тодішній школі командос.15 вересня 1950 року основні сили підрозділи прибули морським транспортом до Японії, командос отримали американську зимову форму і зброю, але зберегли свої зелені берети, військову форму і черевики. Перша місія підрозділу відбулася в жовтні, коли командос вирушили на двох американських швидкісних транспортах «Горацій Басс» і Вентук за підтримки есмінця «Де Гейвен» до північнокорейського узбережжя, де здійснили серію рейдів поблизу Вонсана з метою виведення з ладу північнокорейських транспортних засобів.
10 листопада 1950 року 41-й (окремий) загін командос у складі морської піхоти США брав участь у масштабному наступі оонівських військ на сили Північної Кореї. Британські воїни билися в битві на Чосінському водосховищі разом з американськими і південнокорейськими військами, за що 41-й загін був нагороджений відзнакою президента США, яку також за заслуги в цій битві отримала 1-ша дивізія морської піхоти.
В Японії командос були переформовані і у квітні 1951 року увійшли до складу 1-ї дивізії Британської Співдружності. Вони продовжували диверсійні рейди на північнокорейське узбережжя разом з морською піхотою Республіки Корея, доки 41-й загін не повернувся до Англії в грудні 1951 року. Підрозділ був розформований 2 лютого 1952 року; за час бойових дій у Кореї 31 морський піхотинець загинув і 17 потрапили в полон, а один королівський морський піхотинець вирішив залишитися в Північній Кореї і повернувся до Великої Британії в 1960 році.